# Euagathis atripennis
Euagathis atripennis är en stekelart som beskrevs av Szepligeti 1914. Euagathis atripennis ingår i släktet Euagathis och familjen bracksteklar. Inga underarter finns listade i Catalogue of Life.